# Copa de Campions de la UNAF
La Copa de Campions de la UNAF, també coneguda com a Copa de Campions d'Àfrica del Nord de futbol, fou una competició futbolística organitzada per la Unió de Federacions de Futbol del Nord d'Àfrica (UNAF) en la que participaven clubs d'Algèria, Líbia, Marroc i Tunísia. Fou creada per la Federació de Futbol del Nord d'Àfrica (FNAF), predecessora de la UNAF.
És la competició continuadora del Campionat d'Àfrica del Nord de futbol i la Copa del Magrib de futbol i predecessora de la Copa de Clubs de la UNAF.
El 6 d'octubre es van reunir a Tunis els representants de la Federació de Futbol del Nord d'Àfrica (FNAF). Van estar d'acord en que el nord d'Àfrica, una de les regions més fortes del futbol africà, no tenia una competició regional que representés la regió. Per això, el president de la FNAF, l'algerià Mohamed Raouraoua, juntament amb la resta de la FNAF, van decidir que s'iniciarien dues noves competicions per tal de reunir els millors clubs del nord d'Àfrica. La Copa de Campions reuní els guanyadors de les cinc lligues nacionals del nord d'Àfrica, mentre que la Recopa reuní els guanyadors de les cinc competicions de copes nacionals del nord d'Àfrica.
El 2011 El concurs va ser cancel·lat a causa de les revolucions de la Primavera Àrab. L'any 2015, la Unió de Federacions de Futbol del Nord d'Àfrica va decidir fusionar la competició amb la Recopa del Nord d'Àfrica i va crear la Copa de Clubs de la UNAF.
Resum dels principals campionats d'Àfrica del Nord durant la història:
| Anys      | Competició                          | Països participants                                                     |
| --------- | ----------------------------------- | ----------------------------------------------------------------------- |
| 1912-1920 | Campionat d'Àfrica del Nord (USFSA) | Algèria, Marroc i Tunísia                                               |
| 1921-1956 | Campionat d'Àfrica del Nord (ULNA)  | Algèria, Marroc i Tunísia                                               |
| 1930-1956 | Copa d'Àfrica del Nord (ULNA)       | Algèria, Marroc i Tunísia                                               |
| 1970-1975 | Copa del Magrib de futbol           | Algèria, Marroc, Tunísia i Líbia                                        |
| 1970-1976 | Recopa del Magrib de futbol         | Algèria, Marroc, Tunísia i Líbia                                        |
| 2008-2010 | Copa de Campions de la UNAF         | Algèria, Marroc, Tunísia i Líbia (i Egipte a la 1a edició de la Recopa) |
| 2008-2010 | Recopa de la UNAF                   | Algèria, Marroc, Tunísia i Líbia (i Egipte a la 1a edició de la Recopa) |
| 2010      | Supercopa de la UNAF                | Algèria, Marroc, Tunísia i Líbia (i Egipte a la 1a edició de la Recopa) |
| 2015      | Copa de Clubs de la UNAF            | Algèria, Marroc, Tunísia, Líbia i Egipte                                |

## Historial
Font:
| Any  | Campió        | Resultat        | Finalista | Seu                                                                   |
| ---- | ------------- | --------------- | --------- | --------------------------------------------------------------------- |
| 2008 | Club Africain | 0-0 0-0 (3-2 p) | FAR Rabat | Estadi Olímpic El Menzah, Tunis Estadi Princep Moulay Abdellah, Rabat |
| 2009 | ES Sétif      | 1-1 1-1 (6-5 p) | ES Tunis  | Estadi 8 de Maig de 1945, Sétif Estadi 7 de Novembre, Radès           |
| 2010 | Club Africain | 2-0 1-1         | MC Alger  | Estadi 7 de Novembre, Radès Estadi 5 de Juliol de 1962, Alger         |